# Eriolaena
Eriolaena  es un género de plantas con flores con 17 especies perteneciente a la familia de las  Malvaceae. Es originario de Asia. Fue descrito por Augustin Pyrame de Candolle  y publicado en Mémoires du Muséum d'Histoire Naturelle  10: 104, en el año 1823. La especie tipo es Eriolaena wallichii DC.

## Especies
| - Eriolaena affinis - Eriolaena candollei - Eriolaena ceratocarpa - Eriolaena glabrescens - Eriolaena hookeriana - Eriolaena kwangsiensis - Eriolaena lushingtonii - Eriolaena malvacea | - Eriolaena quinquelocularis - Eriolaena roxburghii - Eriolaena spectabilis - Eriolaena stocksii - Eriolaena szemaoensis - Eriolaena szemoensis - Eriolaena wallichii - Eriolaena yunnanensis |